# Караджале, Матею Ион
Матею Ион Караджале (рум. Mateiu Ion Caragiale; 25 марта 1885, Бухарест — 17 января 1936, там же) — румынский писатель
, художник и поэт -модернист. Знаковая фигура румынской литературы.

## Биография

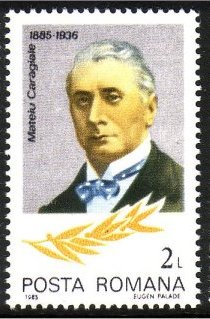
Матею Ион Караджале на почтовой марке Румынии 1985 г.

Внебрачный сын писателя Иона Луки Караджале. С 1903 года изучал право в Бухарестском и Берлинском университетах, но обучение не закончил. В 1912—1914 годах работал чиновником в секретариате румынского министерства общественных работ, в период 1919—1921 годов — директором отдела иностранной прессы министерства внутренних дел. Помимо работы в государственном секторе, занимался литературой, а в конце жизни ещё и геральдикой.

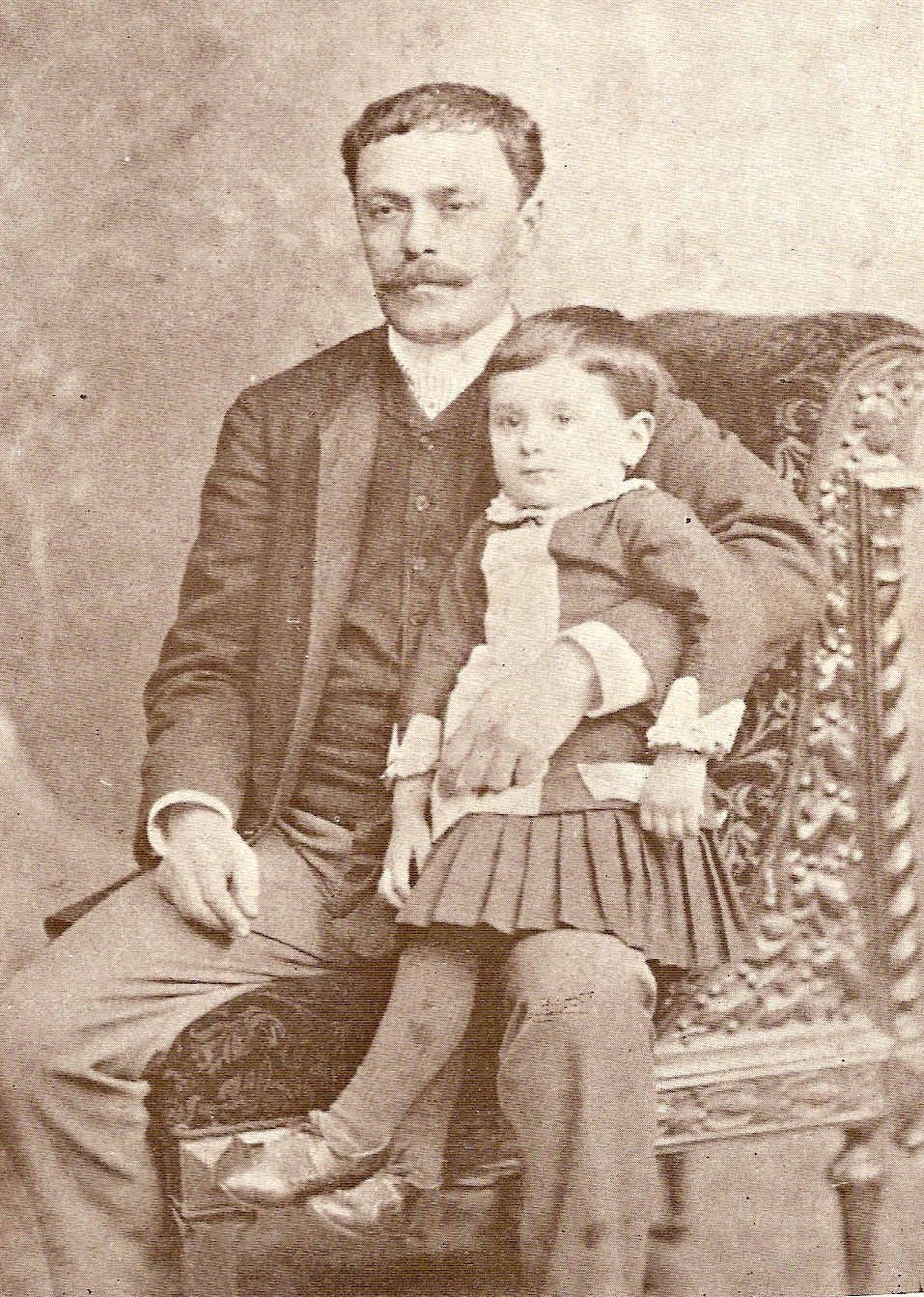
Матею Ион Караджале с отцом

Литературный критик и историк литературы Василе Спиридон писал: 

"Его отцом был Ион Лука Караджале, который официально не признавал своего отцовства, хотя какое-то время он сожительствовал с матерью Матею, Марией Константинеску. Матею никогда не смог простить своему отцу то, что его мать не была хотя бы графиней, потому что у него всегда была эта романтическая неудовлетворённость — создавать идеализированные личности, знатные родословные и желание избежать банальности существования, такой боваризм. Всю свою жизнь он создавал своё фантасмагорическое генеалогическое древо в аристократической дымке, с титулами, наградами и геральдикой. Всё же отец ввёл его в семью, и Матею вырос вместе с другими детьми Иона Луки. Когда в 1904 году Караджале уехал в Берлин, где он поселился навсегда, он взял с собой и Матею — изучать право. Но его сына учёба не увлекала, он больше гулял по паркам и музеям. Так родилась повесть «Remember». Затем отец послал его на родину, чтобы всё же изучать право в Бухаресте. И тут он тоже не занимался серьёзно учёбой, но зато начал писать в журналах, увидели свет и его стихи, которые затем были включены в книгу «Королевские орлы». В 1923 году состоялся его брак с богатой наследницей Марикой Сион. Она была на 25 лет старше его, но владела имением Фундуля. Туда он переехал и поднимал якобы дворянский флаг у входа в дом. В 1929 году он наконец публикует роман «Craii de Curtea-Veche / Кавалеры Старого двора», над которым работал, время от времени, но интенсивно, когда работал. Было такое впечатление, что он уже родился очень усталым. Он начал работу над романом ещё в 1910 году. Его наследием станут ещё два других незаконченных романа, «Под печатью тайны» и «Собор тётушек».

## Творчество
В творчестве поэт был представителем течений декаданса, символизма, последователь французской Парна́сской школы.
В 2001 году его роман «Кавалеры Старого двора» по опросу, проведённому среди 102 румынских литературных критиков журнала «Observator Cultural» был выбран «лучшим румынским романом XX века».

## Избранные произведения
- 1924 — Remember (новелла, Бухарест).
- 1929 — Craii de Cuertea Veche (повесть, Бухарест).
- 1936 — Pajere (сборник стихов, Бухарест).
- 1936 — Opere (Сборник избранных произведений).